# 요네모토 다쿠지
요네모토 다쿠지(일본어: 米本 拓司, 1990년 12월 3일 ~ )는 일본의 축구 선수이다.

## 구단 경력
그는 2009년부터 J리그의 FC 도쿄, 나고야 그램퍼스, 쇼난 벨마레에서 뛰었다.

## 국가대표팀 경력
그는 2007년 FIFA U-20 월드컵에 참가할 일본 U-17 국가대표팀에 발탁되었으며, 2경기에 출전했다.
그는 2010년 AFC 아시안컵 예선에 참가할 일본 국가대표팀에 발탁되었으며, 1월 6일 예멘와의 경기에서 데뷔했다.

## 통계
| 일본 | 일본 | 일본 |
| 연도 | 출전 | 득점 |
| ---- | ---- | ---- |
| 2010 | 1    | 0    |
| 통산 | 1    | 0    |